# 健和会大手町病院

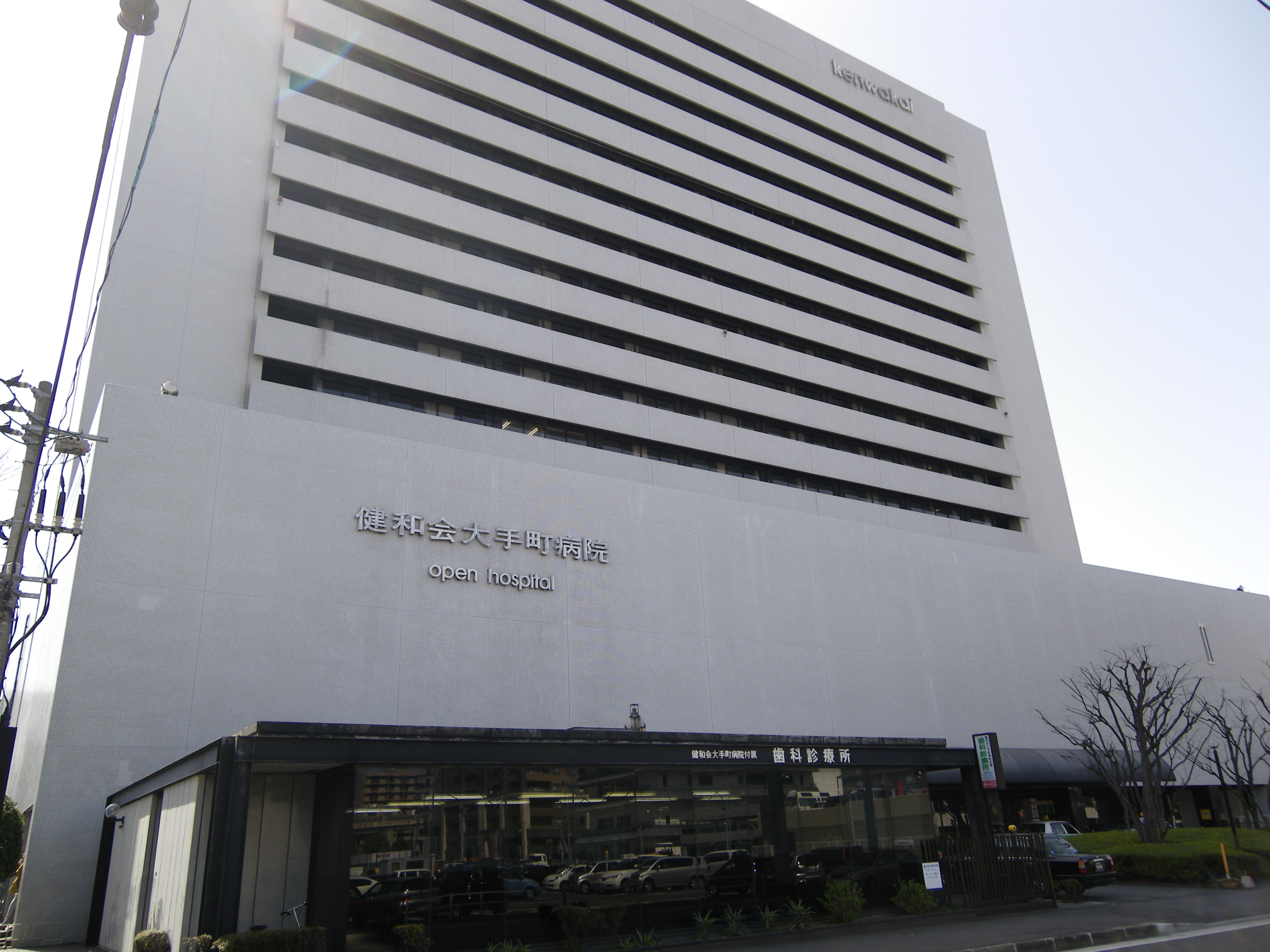
旧病棟（2010年、解体済み）

健和会大手町病院（けんわかいおおてまちびょういん）は、公益財団法人健和会が福岡県北九州市小倉北区大手町で運営する医療機関。健和会グループのセンター病院である。

## 概要
健和会大手町病院は、公益財団法人健和会の急性期医療を担うセンター病院として、1984年6月に北九州市小倉北区に開院。特に救急医療に力を入れており、救急車搬入数・救急患者数は北九州市随一。また、「いのちの平等」を掲げ、誰もが安心して医療が受けられるように、「差額ベッド料」を取らずに運営を続けている。経済的な理由で医療を受ける機会が制限されないように「無料低額診療事業」を実施している。
新病院が2022年3月1日に開院となり、引き続き地域医療支援病院、災害拠点病院、救急告示病院、臨床研修指定病院など、いくつもの公的な役割を担っている。

## 沿革
（この節の出典）
- 1984年（昭和59年） - 旧：健和会大手町病院　開院。
- 1988年（昭和63年） - 社会福祉法2条(第3項の9)による無料低額診療施設・許可。
- 1998年（平成10年） - 臨床研修指定病院の指定を受ける。
- 2000年（平成12年） - 福岡県災害拠点病院の指定を受ける。
- 2004年（平成16年） - 日本医療機能評価機構認定取得。
- 2009年（平成21年） - 地域医療支援病院の認定を受ける。
- 2012年（平成24年） - リハビリテーション科と関連する療養病棟を大手町リハビリテーション病院に移転。
- 2022年（令和4年）   - 旧病院の隣接地に新築移転。

## 診療科等
- 内科・脳神経内科・外科・心臓血管外科・消化器外科・整形外科・脳神経外科
- 形成外科・精神科・小児科・皮膚科・泌尿器科・産婦人科・眼科・耳鼻咽喉科
- リハビリテーション科・放射線科・麻酔科・病理診断科・救急科・感染症内科
- 循環器内科・消化器内科・腎臓内科・呼吸器内科・人工透析内科・糖尿病内科
- 代謝内科・リウマチ科

## 医療機関の指定・認定
- 保険医療機関[2]
- 労災保険指定医療機関[2]
- 指定自立支援医療機関（更生医療・精神通院医療）[2]
- 身体障害者福祉法指定医の配置されている医療機関[2]
- 生活保護法指定医療機関[2]
- 結核指定医療機関[2]
- 指定小児慢性特定疾病医療機関[2]
- 難病の患者に対する医療等に関する法律に基づく指定医療機関[2]
- 原子爆弾被害者一般疾病医療機関[2]
- 公害医療機関[2]
- 母体保護法指定医の配置されている医療機関[2]
- 地域医療支援病院[2]
- 災害拠点病院（地域[3]）[2]
- 日本DMAT指定医療機関[4]
- 福岡県DMAT指定医療機関[4]
- 臨床研修病院[2]
- 特定疾患治療研究事業委託医療機関[2]
- 在宅療養後方支援病院[2]
- DPC対象病院[2]
- 無料低額診療事業実施医療機関[2]
- 救急告示医療機関[2]
- 病院群輪番制参加医療機関[2]
- 福岡県性暴力被害者支援事業協力病院[4]
- 福岡県肝疾患専門医療機関[5]
- このほか、各種法令による指定・認定病院であるとともに、各学会の認定施設でもある。

## 交通アクセス
JR各線「小倉駅」より
- 西鉄バス「小倉駅バスセンター」【4番乗り場】

　　36番・110番・138番・昭和池入口（急行）
　　バス停「大手町」下車徒歩約1分（所要時間約18分）
- タクシー　所要時間約10分

JR各線「西小倉駅」より
- 西鉄バス「西小倉駅前」

　　36番・110番・138番・昭和池入口（急行）
　　バス停「大手町」下車徒歩約1分（所要時間約13分）
- タクシー　所要時間約5分

八幡方面より
- 西鉄バス

　　22番・26番・43番
　　バス停「木町2丁目」下車徒歩約5分
- 都市高速　大手町ランプ　出口左折すぐ

若松・戸畑方面より
- 都市高速　勝山ランプ　降りて約2分

## 関連医療機関
- 健和会大手町リハビリテーション病院
- 戸畑けんわ病院
- 健和会京町病院
- 大手町診療所
- 大手町病院付属歯科診療所
- 健和会町上津役診療所
- 大里おおかわ診療所
- 健和看護学院

## 周辺
- 大手町公園
- 北九州市消防局小倉北消防署
- 小倉北年金事務所